# Rúnar Már Sigurjónsson
Rúnar Már Sigurjónsson (Sauðárkrókur, 1990. június 18. –) izlandi futballista, jelenleg a román (Erdélyi) CFR CLUJ játékosa.
Az izlandi válogatott tagjaként részt vett a 2016-os Európa-bajnokságon.

## Külső hivatkozások
- KSÍ Profile
- Valur Profile